# همه‌چیز دارد به‌خوبی بهبود می‌یابد
«همه‌چیز دارد به‌خوبی بهبود می‌یابد» (به انگلیسی: Everything Is Healing Nicely) آلبومی از هنرمند اهل ایالات متحده آمریکا فرانک زاپا است که در سال ۱۹۹۹ میلادی منتشر شد.